# Gare du Day
La gare du Day est une gare ferroviaire des lignes Cossonay – Vallorbe et Vallorbe – Le Brassus. Elle est située sur le territoire de la commune suisse de Vallorbe, dans le canton de Vaud.

## Situation ferroviaire
Établie à 787,22 mètres d'altitude, la gare du Day est située aux points kilométriques 43,28 de la ligne Cossonay – Vallorbe et 3,15 de la ligne Vallorbe – Le Brassus.
La gare est dotée de trois voies dont une vers le Brassus et deux sur la ligne Lausanne – Vallorbe ainsi que d'un quai en « V » et d'un deuxième quai latéral le long de l'autre voie de la ligne Lausanne – Vallorbe.

## Histoire

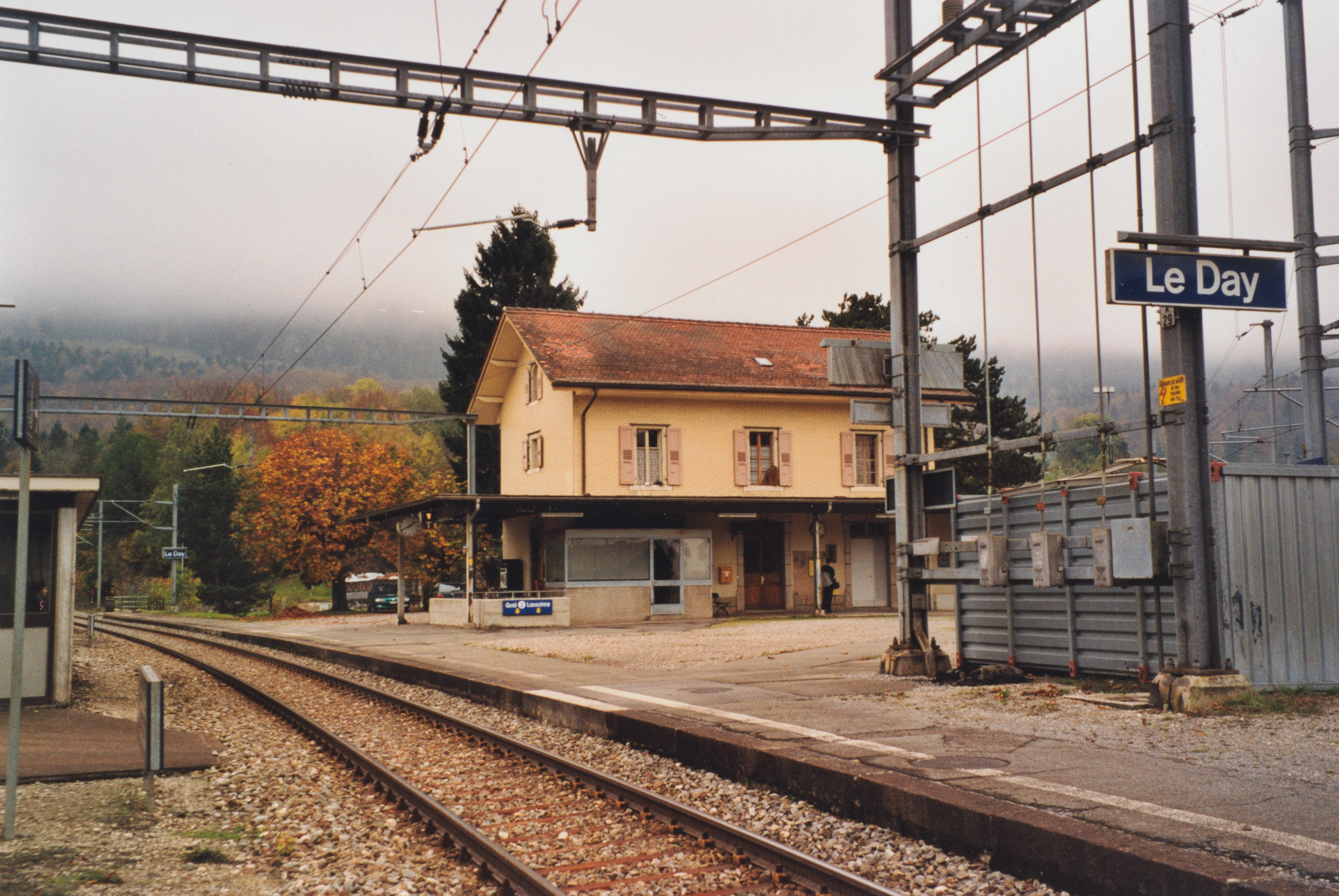
La gare en 2001.

Les trains en provenance du Pont s'arrêtent au Day dès mai 1904. La gare du Day est construite et inaugurée en 1907, devenant la deuxième gare située sur le territoire de la commune de Vallorbe. Entre-temps, la section entre Le Day et Croy de la ligne Lausanne – Vallorbe, est doublée. Les travaux sont marqués par une grève en décembre 1904.
Dans le cadre de l'amélioration de la desserte du Réseau express régional vaudois, il a été décidé de moderniser la ligne de Cossonay-Penthalaz à Vallorbe par le renouvellement de la signalisation, et surtout le déplacement de la gare du Day à 300 mètres au nord de l'ancienne. Le tronçon de Daillens à Vallorbe a également été banalisé.
La nouvelle gare, dotée de quais de 160 mètres de long et de 55 centimètres, a ouvert le lundi 16 mai 2022. Elle permet le rebroussement des trains afin de relier la ligne de la Vallée de Joux à la ligne principale de Cossonay-Penthalaz à Vallorbe,,. Les travaux de construction de la nouvelle gare du Day ont commencé le 18 janvier 2021 À cause de la pandémie de Covid-19, le début des travaux a été retardé de huit mois. Si les quais de la nouvelle gare ont été construits en décembre 2021, ils n'ont pu être utilisés qu'à partir du 16 mai 2022, lorsque la nouvelle signalisation a été en service,.
Depuis le 7 août 2022, il est possible de voyager entre Aigle et la vallée de Joux, via Lausanne, sans changer de train. La nouvelle gare du Day permet aux convois de la ligne S2 du RER Vaud, grâce au principe de coupe/accroche, de se séparer et de desservir chaque heure simultanément Vallorbe et la vallée de Joux. La desserte ferroviaire est opérée à l’aide de rames Stadler FLIRT,.

## Service des voyageurs

### Accueil
Gare des CFF, elle est dotée d'un bâtiment voyageurs et d'un distributeur automatique de titres de transport. Un parc relais offrant 17 places de stationnement pour les automobiles. 
La gare est accessible aux personnes à mobilité réduite.

### Desserte

#### RER Vaud
La gare fait partie du réseau RER Vaud, assurant des liaisons rapides à fréquence élevée dans l'ensemble du canton de Vaud. Elle est desservie deux fois par heure et par sens grâce aux trains des lignes S3 et S4 reliant respectivement Aigle ou Saint-Maurice à Vallorbe et Le Brassus. Du lundi au vendredi, la ligne S4 circule simultanément vers les deux destinations pré-citées. Aux heures de pointe, la ligne S assure des renforts entre Vallorbe et Le Brassus afin de desservir les gares de la vallée de Joux.

### Intermodalité
Depuis l'ouverture de la nouvelle gare du Day en août 2022, la gare du Day est en correspondance avec la ligne 613 reliant la gare d'Yverdon-les-Bains à l'arrêt Vallorbe, Grottes de Vallorbe. Cette ligne est exploitée par TRAVYS.